# Верхняя Покровка (Луганская область)
Верхняя Покровка (укр. Верхня Покровка) — село, относится к Старобельскому району Луганской области Украины.
Население по переписи 2001 года составляло 940 человек. Почтовый индекс — 92713. Телефонный код — 6461. Занимает площадь 2,175 км². Код КОАТУУ — 4425180501.

## Местный совет
92713, Луганська обл., Старобільський р-н, с. Верхня Покровка, вул. Леніна, 144  (укр.)